# Albatrossmuseet

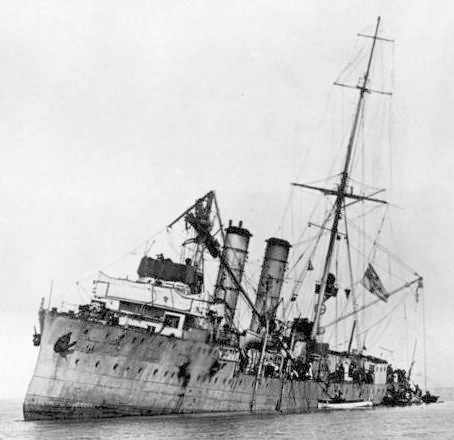
Albatross på grund efter beskjutningen

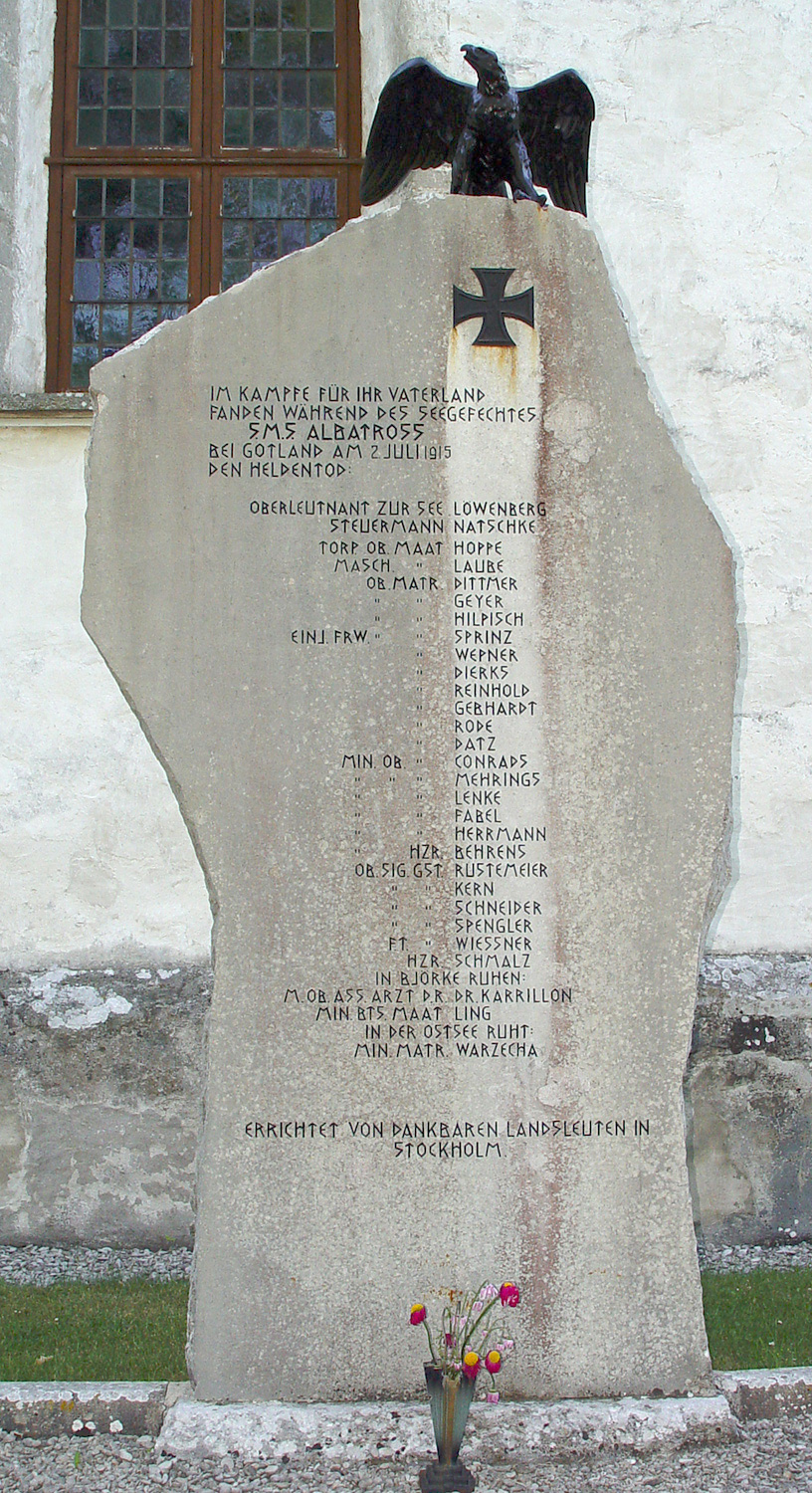
Minnesmärke vid Östergarns kyrka

Albatrossmuseet är ett lokalhistoriskt museum i Herrviks hamn.
Albatrossmuseet skildrar en episod under första världskriget, när den tyska minkryssaren Albatross den 2 juli 1915 sköts i sank i en sjöstrid med ryska örlogsfartyg utanför Östergarn.
Albatross sattes på grund vid udden Kuppen mitt emot Östergarnsholm 150 meter från land.
Museet öppnade i juli 1977 i Östergarns bygdegård men flyttade sommaren 2021 till en fiskebod i Herrviks hamn.

## Episoden
Albatross var klar med utläggning av minor i ryskt territorialvatten. På väg till hemmahamn anfölls Albatross och dess följefartyg av fyra ryska pansarkryssare. Albatross skadades allvarligt och flydde mot Gotlands östra kust bakom Östergarnsholm där hon sattes på grund under fortsatt beskjutning på svenskt territorialvatten av förföljande ryska fartyg. 
I striden dödades 27 av besättningen och skadades 49. Av de stupade tyska sjömännen begravdes 26 på Östergarns kyrkogård, medan en besättningsman hade fallit överbord och inte kunde hittas. Ytterligare två  besättningsmän avled under transport till Roma och begravdes på Björke kyrkogård. Den överlevande tyska besättningen internerades, först i Roma och därefter vid Blåhäll i Tofta socken. År 1917 flyttades de till ett läger i Skillingaryd i Småland.
Albatross bogserades via Fårösund till Oskarshamn där hon låg under resten av kriget. När kriget var slut kunde hon via Karlskrona ta sig för egen maskin ta sig till Danzig.